# Collet-Anzani

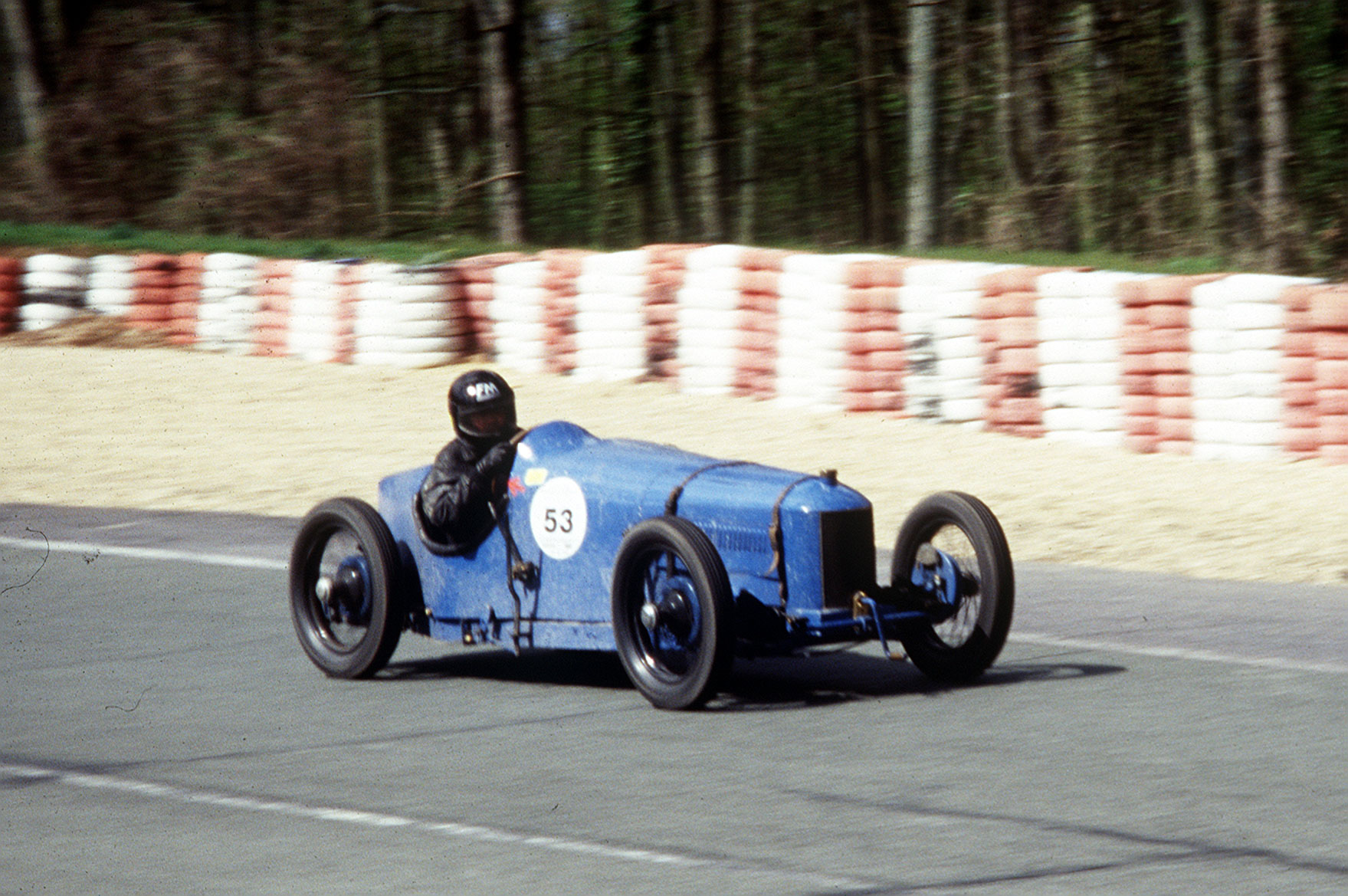
Collet-Anzani

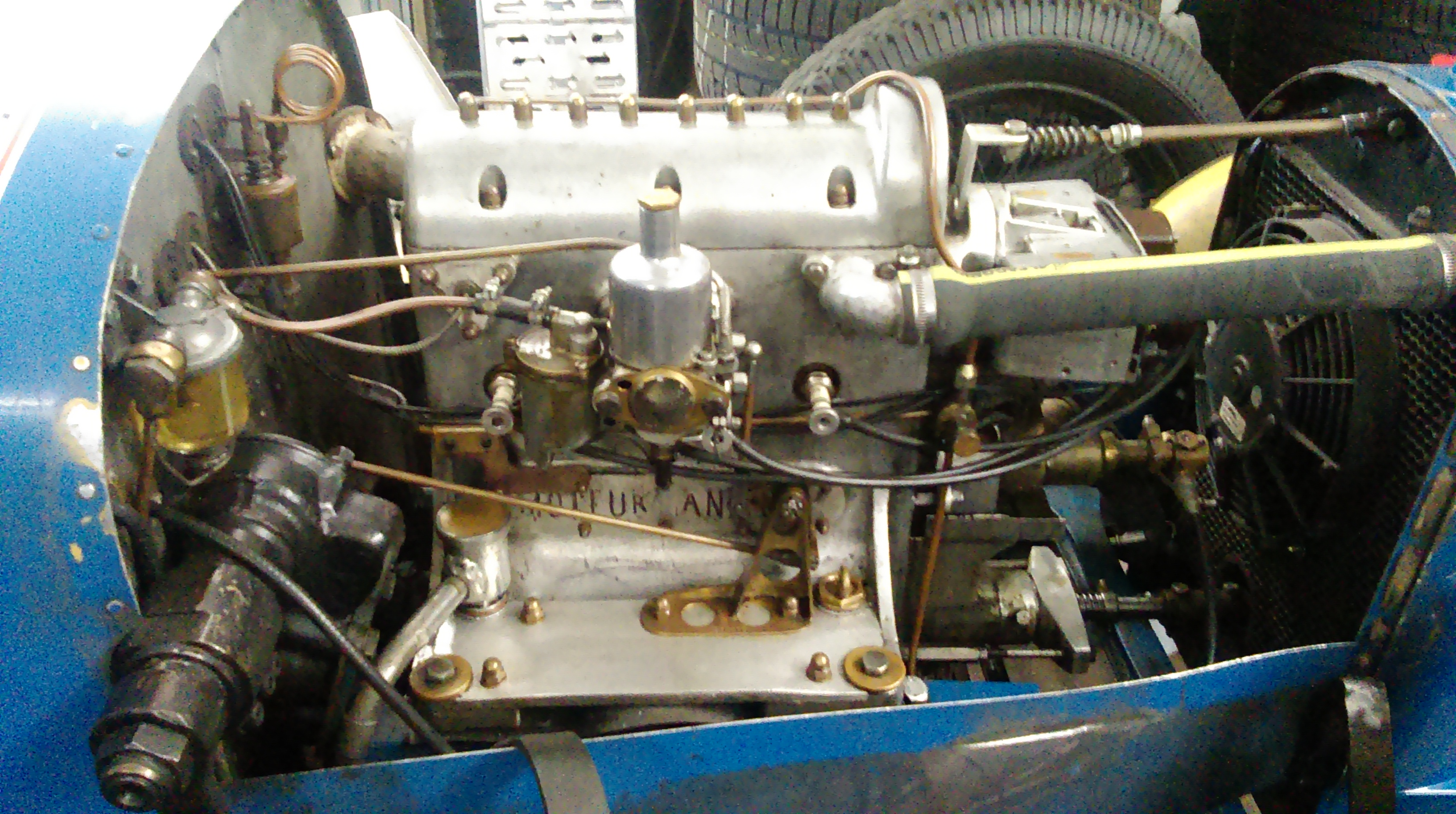
Motor

Collet - Anzani 1924 in Montlhery/Paris

Collet-Anzani war ein französischer Hersteller von Automobilen.

## Unternehmensgeschichte
Émile Collet gründete 1923 das Unternehmen und begann mit der Produktion von Automobilen. Der Markenname lautete Collet-Anzani. 1925 endete die Produktion. Insgesamt entstanden nur wenige Fahrzeuge. Die Fahrzeuge wurden auch bei Autorennen eingesetzt. So fuhr Émile Collet seine Fahrzeuge 1924 und 1925 auf der Rennstrecke Autodrome de Linas-Montlhéry in der Nähe von Montlhéry. Es ist nur ein Exemplar erhalten geblieben.

## Fahrzeuge
Im Angebot standen Kleinwagen. Für den Antrieb sorgte ein Vierzylindermotor von der Fabbrica Motori Anzani, dessen Motorblock aus Aluminium bestand und der eine obenliegende Nockenwelle besaß. Dieses aufwendig konstruierte Triebwerk bestand vollständig aus Leichtmetall. Es hatte eine oben liegende Nockenwelle; Zylinderkopf und Zylinder bestanden aus einem Bauteil und die Ventilsteuerung erfolgte über Zahnräder. Dazu kam noch eine Doppelzündung. Es konnte sehr hoch drehen (über 6500/min) und vertrug auch einen Kompressor. Zum Hubraum gibt es unterschiedliche Angaben: entweder 1098 cm³ oder 1199 cm³.